# Notreure
La Notreure (parfois orthographiée Notre-Heure) est un cours d'eau français des départements du Cher et du Loiret, et un affluent de la Loire.

## Géographie
Longue de 36,7 km, la Notreure prend naissance à Sury-ès-Bois dans le Cher à partir d'un groupe de sources alignées à la même cote altimétrique de 260 m et se jette dans la Loire à 116 m d'altitude à Poilly-lez-Gien dans le sud-est du Loiret.

## Communes traversées
Les communes traversées par département sont les suivantes :
- Département du Cher : Sury-ès-Bois, Santranges ;
- Département du Loiret : Pierrefitte-ès-Bois, Cernoy-en-Berry, Autry-le-Châtel, Poilly-lez-Gien.

## Affluents
La Notreure reçoit sur sa rive droite, d'amont en aval, deux affluents, le Riot de la Guette et le Rousson.

## Toponymie
La rivière est identifiée sur la carte de Cassini sous le nom de Nord-Yèvre ou Yèvre-du-Nord puis sous le nom Notre-Heure ou La Notre-Heure mais on lui trouve aussi le nom de Notreure.

## Patrimoine
À proximité de la rivière, on peut notamment citer :
- le Petit-Château d'Autry-le-Châtel